# 2004-es európai parlamenti választás Magyarországon
A 2004-es európai parlamenti választás Magyarországon 2004. június 13-án, vasárnap került megrendezésre. A 2004-es európai parlamenti választás magyarországi része volt, melynek során megválasztották az Európai Parlament magyarországi képviselőit a 2004–2009-es időszakra. Ez volt az első európai parlamenti választás Magyarországon.
Érdekesség, hogy ezen a választáson nyílt először lehetőség a külföldi magyar nagykövetségeken történő szavazásra. (Lásd még: Külképviseleti névjegyzék.) Magyarország 24 képviselőt delegálhatott az Európai Parlamentbe (EP).
A választási részvétel 38,48% volt. A választást a legnagyobb ellenzéki erőnek számító Fidesz nyerte, míg a kormányzó Magyar Szocialista Párt kevesebb mandátumot szerzett.  

## Választási rendszer
A választás egyfordulós, listás szavazás volt, amin Magyarországon csak pártok indulhattak. Az ország az EP javaslata alapján a 2004-es választáson 24 képviselőt küldhetett az Európai Parlamentbe. Az a párt állíthatott listát, amely legalább 20 000 választópolgár aláírását össze tudta gyűjteni. A voksoláskor az egész ország egyetlen választókerületet alkotott. Mandátumot csak az a lista szerezhetett, amely megkapta az érvényes szavazatok legalább 5%-át. A képviselői helyeket az úgynevezett d’Hondt-módszerrel osztották el. Az egyes listákról a jelöltek a pártok által eredetileg bejelentett sorrendben jutottak mandátumhoz.

## Pártlisták

### Indulni kívánó pártok
Az Országos Választási Bizottság a következő, a választáson indulni kívánó pártokat vette nyilvántartásba:
1. Cigány Demokrata Unió
2. Fidesz – Magyar Polgári Szövetség (Fidesz)
3. Földi Élet Pártja
4. Környezetvédelmi Unió-Párt
5. Magyar Demokrata Fórum (MDF)
6. Magyar Igazság és Élet Pártja (MIÉP)
7. Magyar Nemzeti Szövetség
8. Magyar Nyugdíjasok Pártja
9. Magyar Szocialista Párt (MSZP)
10. Magyar Vidék és Polgári Párt
11. Magyarországi Zöld Párt
12. Munkáspárt
13. Szabad Demokraták Szövetsége (SZDSZ)
14. Szociáldemokrata Párt (SZDP)
15. Zöld Demokraták Szövetsége
16. Zöld Párt

### A pártok által állított listák
Határidőre 8 párt 8 listájának sikerült a szükséges kopogtatócédulákat összegyűjteni. Az Országos Választási Bizottság (OVB) a következő, legalább 20 000 választópolgár ajánlásával bíró listákat vette nyilvántartásba (zárójelben a nyilvántartásba vétel dátuma):
1. Szociáldemokrata Párt (SZDP) (2004. május 16.)
2. Magyar Demokrata Fórum (MDF) (2004. május 15.)
3. Magyar Nemzeti Szövetség (2004. május 16.)
4. Szabad Demokraták Szövetsége (SZDSZ) (2004. május 13.)
5. Magyar Szocialista Párt (MSZP) (2004. április 29.)
6. Fidesz – Magyar Polgári Szövetség (Fidesz) (2004. május 14.)
7. Magyar Igazság és Élet Pártja (MIÉP) (2004. május 13.)
8. Munkáspárt (2004. május 4.)

A pártlistákon szereplő jelöltek (félkövérrel szedve a mandátumot nyert képviselők neve):
| MSZP | SZDSZ | Fidesz | MDF |
| --- | --- | --- | --- |
| 1. Kovács László 2. Horn Gyula 3. Lévai Katalin 4. Harangozó Gábor 5. Kósáné Kovács Magda 6. Tabajdi Csaba 7. Gulyásné Gurmai Zita 8. Fazakas Szabolcs 9. Herczog Edit 10. Dobolyi Alexandra 11. Hegyi Gyula 12. Czinege Imre 13. Tukacs István 14. Németh Balázs 15. György Gábor | 1. Demszky Gábor 2. Szent-Iványi István 3. Mohácsi Viktória 4. Béki Gabriella 5. Kocsis Imre Antal 6. Dióssy László 7. Csőzik László 8. Sándor Klára 9. Jüttner Csaba 10. John Emese 11. Pap János 12. Pálné Kovács Ilona 13. Magyar Levente 14. Venczel Éva 15. Mohos Antal | 1. Schmitt Pál 2. Szájer József 3. Surján László 4. Schöpflin György 5. Barsiné Pataky Etelka 6. Gyürk András 7. Becsey Zsolt 8. Járóka Lívia 9. Glattfelder Béla 10. Őry Csaba 11. Pálfi István 12. Gál Kinga 13. Rákossy Balázs 14. Bernáth Ildikó 15. Szemerkényi Réka | 1. Dávid Ibolya 2. Olajos Péter 3. Deák József 4. Ékes József 5. Almássy Kornél 6. Kobold Tamás 7. Medgyasszay László 8. Lezsák Sándor 9. Gémesi György 10. Szőke László 11. Viniczai Tibor 12. Turi Gábor 13. Verasztó Hermina 14. Dobos Krisztina 15. Szabó Zsolt |

| MIÉP | Munkáspárt | Szociáldemokrata Párt | MNSZ |
| --- | --- | --- | --- |
| 1. Hegedűs Loránt 2. Farkas Lajos 3. Koós Ferenc 4. Fördős József Attila 5. Bükkfalvy Beatrix 6. Antal Györgyné 7. Bogdán Emil 8. Kelemen Márta 9. Zakó László 10. Hegedűs Lóránt Gézáné 11. Tóth Lajos 12. Oláh Vince Attila 13. Medveczky Attila Máté 14. Oláh János József 15. Zsinka László | 1. Thürmer Gyula 2. Vajnai Attila 3. Székely Péter 4. Szőke János 5. Szabó Lászlóné 6. Bödő Csilla 7. Winkler Károly 8. Frankfurter Zsuzsanna 9. Szilágyi Imre 10. Kollát Dénes Pál 11. Gergácz Józsefné 12. Ujj Péter 13. Bársony Margit 14. Kupi László 15. Dósáné Balogh Edina | 1. Szűrös Mátyás 2. Bácskai Sándor 3. Akhinszky Gyula 4. Szendrei József 5. Szepesi István 6. Kulcsár Péter 7. Legeza Antal 8. Steigerwald Ottó 9. Knábel Rezső 10. Budai János 11. Kamarás György 12. Hanula Ferenc 13. Gömöri Gábor 14. Gömöri Adrienne 15. Kispál Csaba | 1. Hegedűs Miklós 2. Balogh Gyula 3. Helmeczy László 4. Zsiga Dániel Gábor 5. Kunhegyi József 6. Balog Barna 7. Petrás László Gyula 8. Michaletzky Vilmos 9. Jakab István 10. Rozgonyi Ernő 11. Schuster Lóránt 12. Bognár László Gábor 13. Török-Szabó Erzsébet 14. Benedek Lóránt Ferenc 15. Csontos Ferenc Gábor |

## Eredmények
| A magyarországi EP-választás eredménye |                    |                    |                          |
| Év                                     | 2004               | 2004               | 2004                     |
| A szavazásra jogosultak száma          | 8 043 763          | 8 043 763          | 8 043 763                |
| Leadott szavazatok száma               | 3 094 163          | 3 094 163          | 38,5%                    |
| Ebből érvénytelen                      | 20 710             | 20 710             | 0,7%                     |
| A listát állító párt(ok) neve          | Leadott szavazatok | Leadott szavazatok | Elnyert mandátumok száma |
| A listát állító párt(ok) neve          | száma              | százalék           | Elnyert mandátumok száma |
| Fidesz – Magyar Polgári Szövetség      | 1 457 750          | 47,40%             | 12                       |
| Magyar Szocialista Párt                | 1 054 921          | 34,30%             | 9                        |
| Szabad Demokraták Szövetsége           | 237 908            | 7,77%              | 2                        |
| Magyar Demokrata Fórum                 | 164 025            | 5,33%              | 1                        |
| Magyar Igazság és Élet Pártja          | 72 203             | 2,35%              | -                        |
| Munkáspárt                             | 56 221             | 1,83%              | -                        |
| Magyar Nemzeti Szövetség               | 20 226             | 0,66%              | -                        |
| Szociáldemokrata Párt                  | 12 196             | 0,40%              | -                        |
| Összes érvényes szavazat               | 3 073 453          | 100%               | 24                       |

## Külső hivatkozások
- Az Országos Választási Iroda honlapja
- Európai választások 2004 – az Európai Parlament weboldala
- Adatok és térképek a Vokscentrum.hu oldalán
- Magyar EP-jelöltek